# Сотира
Сотира (греч. ΣωτήΡα) ― город в районе Фамагуста на Кипре, к западу от Паралимни. В 2011 году его население составляло 5474 человека.

## Галерея

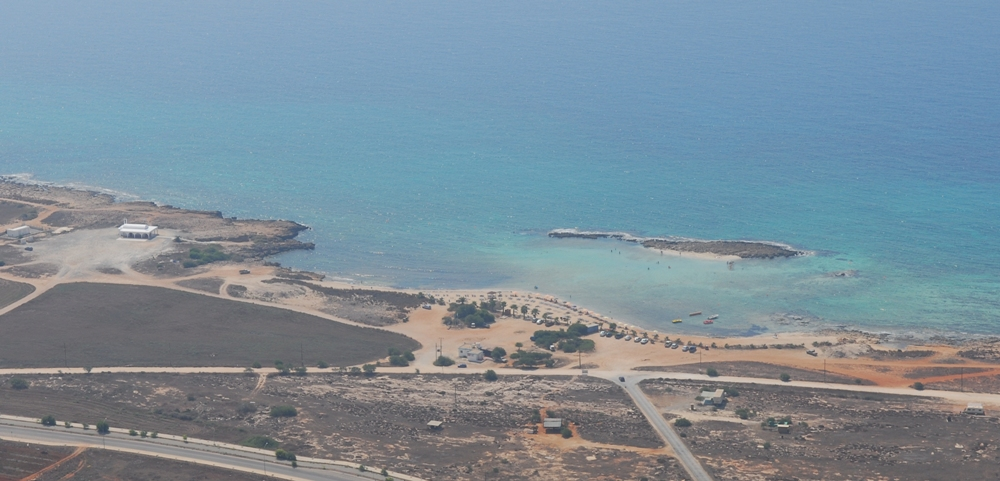
Вид с высоты птичьего полета на пляж и часовню
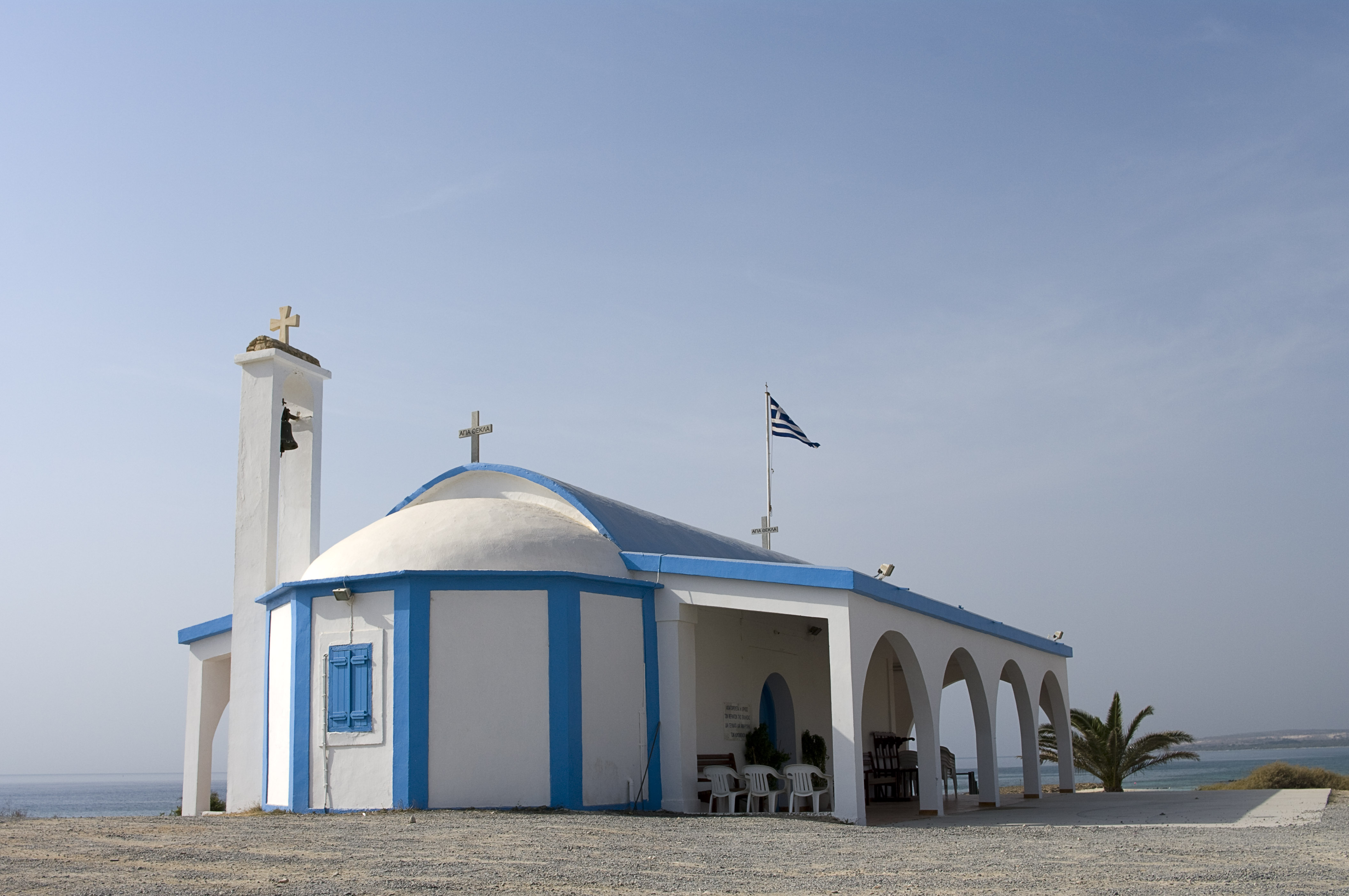
Часовня Святой Феклы
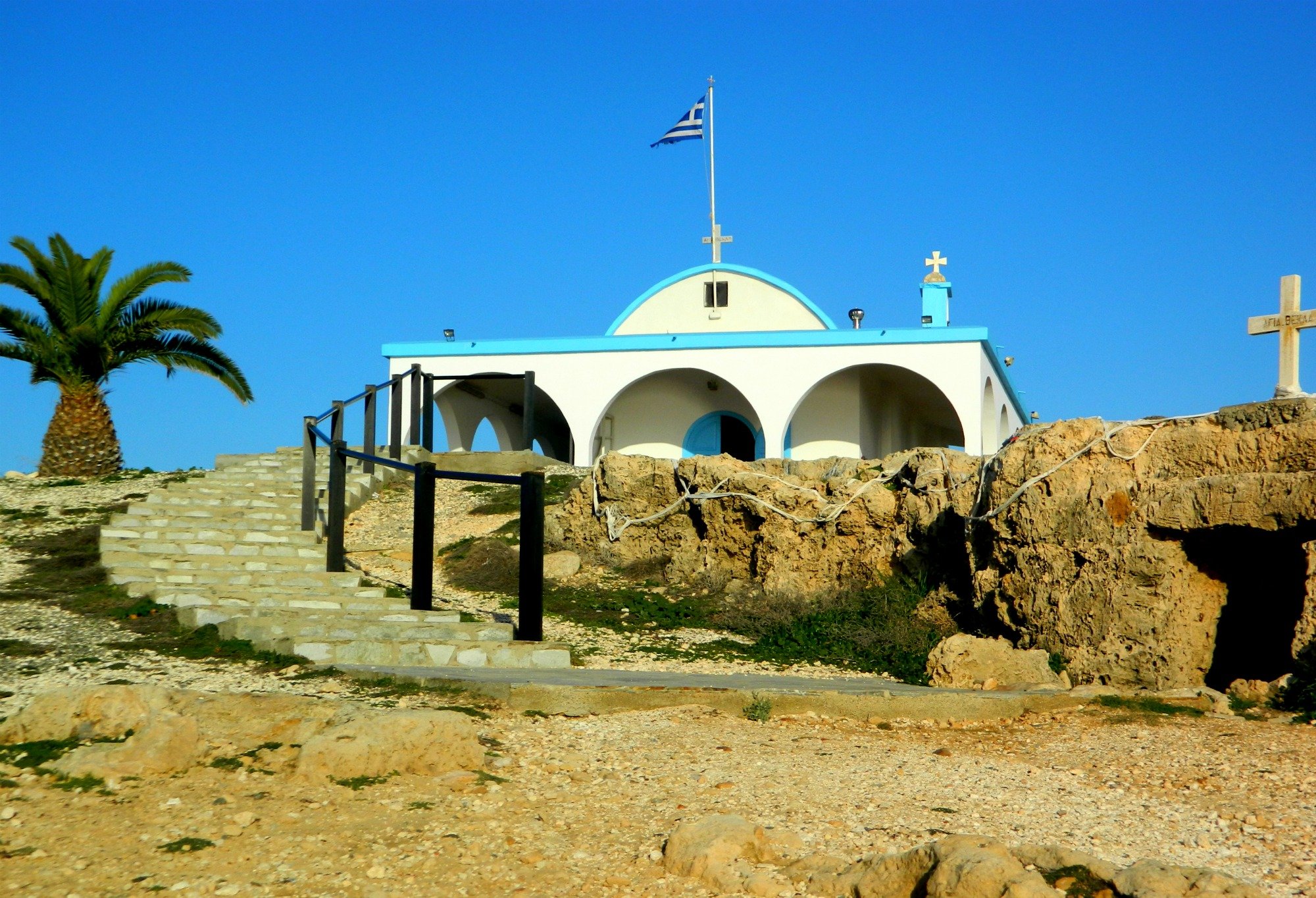
Часовня Святой Феклы
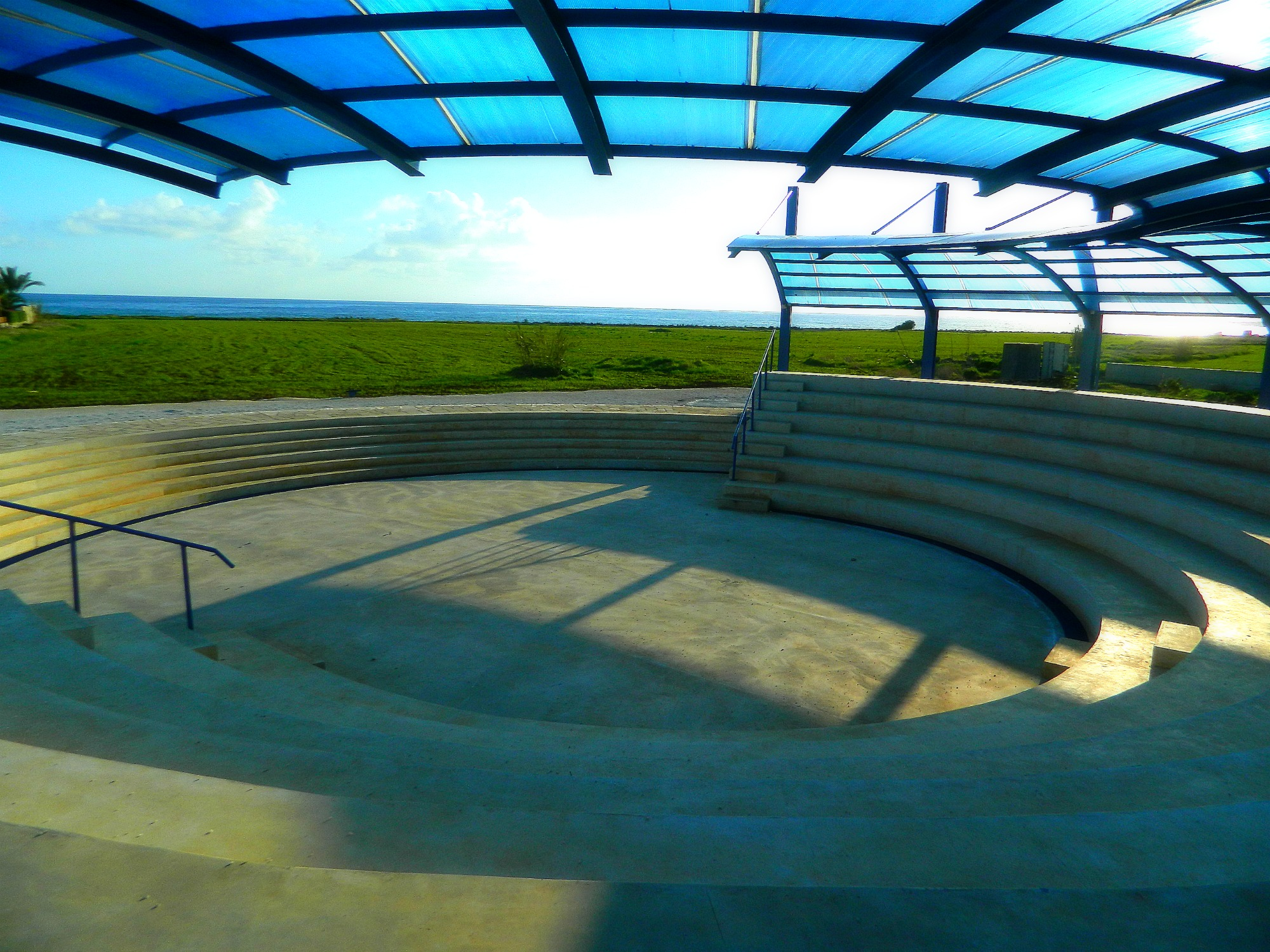
Муниципальный амфитеатр Сотиры
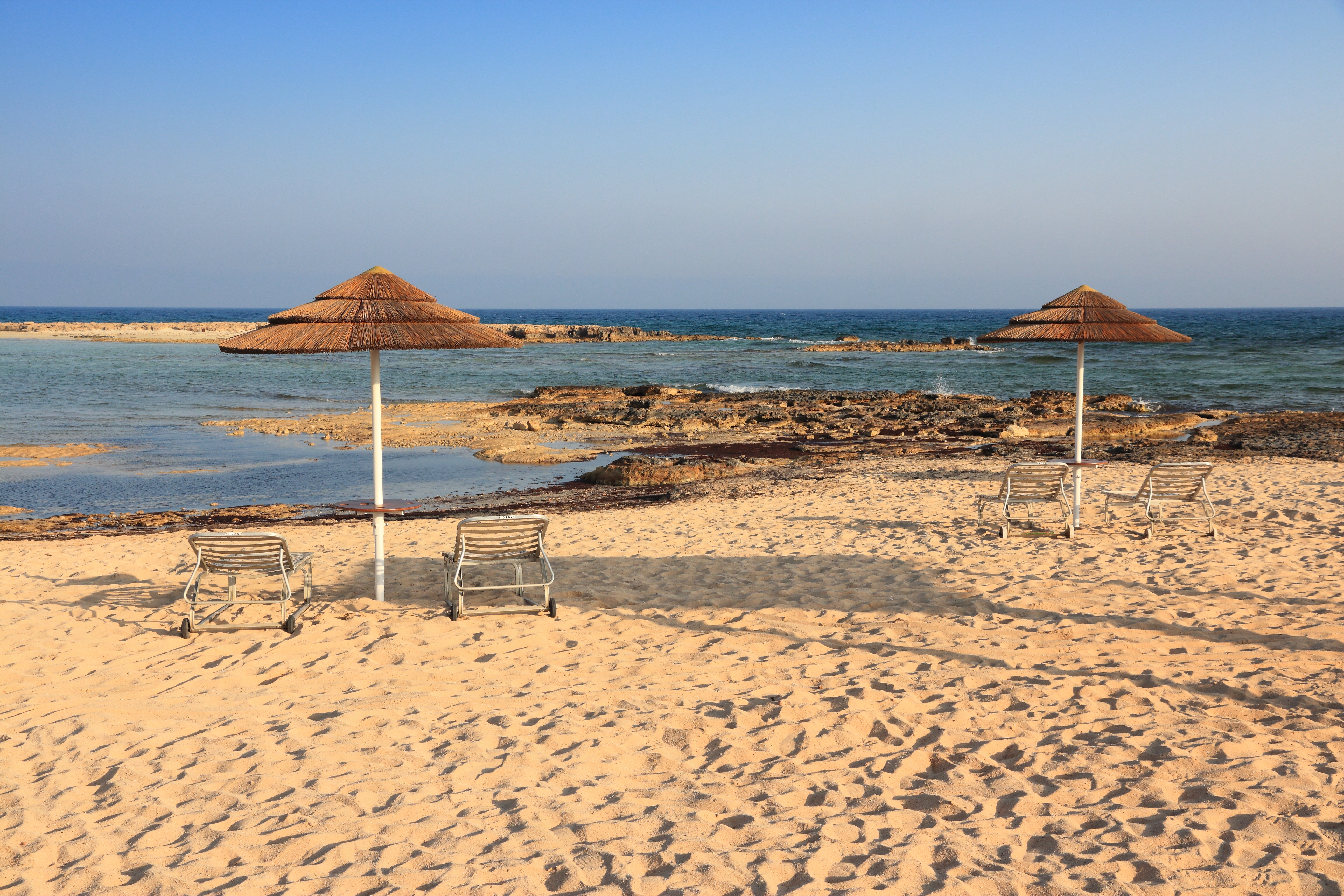
Пляж Айя Фекла